# Holmbacktjärnen
Holmbacktjärnen är en sjö i Ånge kommun i Medelpad och ingår i Ljungans huvudavrinningsområde. Sjön har en area på 0,0243 kvadratkilometer och ligger 161 meter över havet.

## Delavrinningsområde
Holmbacktjärnen ingår i det delavrinningsområde (693491-148934) som SMHI kallar för Mynnar i Ångesjön. Medelhöjden är 249 meter över havet och ytan är 31,03 kvadratkilometer. Räknas de 28 avrinningsområdena uppströms in blir den ackumulerade arean 212,45 kvadratkilometer. Dysjöån som avvattnar avrinningsområdet har biflödesordning 2, vilket innebär att vattnet flödar genom totalt 2 vattendrag innan det når havet efter 114 kilometer. Avrinningsområdet består mestadels av skog (81 procent). Avrinningsområdet har 0,18 kvadratkilometer vattenytor vilket ger det en sjöprocent på 0,6 procent. Bebyggelsen i området täcker en yta av 0,82 kvadratkilometer eller 3 procent av avrinningsområdet.